# Baro
Pour les articles homonymes, voir Baro (homonymie).
Le  Baro  (ou Upeno) est une rivière du sud-ouest de l'Éthiopie situé le long de la frontière avec le Soudan du Sud et un sous-affluent du Nil, par le Sobat et le Nil blanc.

## Géographie
Alimenté par la confluence de deux rivières, Birbir et Geba, situées dans la zone administrative Illubabor de la région Oromia, le Baro prend sa source sur les plateaux d'Éthiopie et s'écoule vers l'ouest sur 306 km avant de se jeter dans la rivière Pibor. Le confluent entre Baro et Pibor marque le début de la rivière Sobat au Soudan, qui est un affluent du Nil Blanc.
Le Baro a comme principaux affluents les rivières Alwero et Jikawo.
Parmi les affluents du Sobat, le Baro est de loin le plus important puisqu'il fournit 83 % des eaux du Sobat. Durant la saison des pluies, entre juin et octobre, il contribue à lui seul à 10 % des apports d'eau du Nil.

## Histoire
La frontière entre l'Éthiopie et le Soudan a été dessinée le long du Baro en 1899 par deux ingénieurs royaux britanniques. Ils n'avaient aucune connaissance du terrain, de ses habitants ou de leurs langues et manquaient par ailleurs de moyens. Plutôt que de tracer une ligne en fonction des peuples et des territoires traditionnels, essentiellement séparés par un escarpement entre les plaines et les terres hautes, ils ont simplement proposé de dessiner la frontière au milieu du Baro, ainsi qu'une partie des rivières Akobo et Pibor. Cette frontière ainsi définie fut adoptée dans le Traité Anglo-Éthiopien de 1902.
Seule rivière navigable d'Éthiopie, le Baro traverse plusieurs villes dont la plus importante est Gambela, qui était desservie par un port de 1907 jusque dans les années 1990 lorsque la guerre civile entre l'Éthiopie et le Soudan obligea les bateaux naviguant sur la rivière à ne plus s'y arrêter.
Le second plus grand pont d'Éthiopie, avec 305 mètres de long, enjambe la rivière Baro, en reliant les deux parties de la région Gambela.